# エルロン (エストニアの鉄道)
エルロン（エストニア語: Elron）は、タリンと周辺のハリュ県で通勤電車を運行するエストニアの鉄道会社である。国有企業であり、2013年10月にエレクトリラウッテー（エストニア語: Elektriraudtee、エストニア語で電気鉄道を意味する）から改称された。かつてはタリン都市圏の近郊輸送のみを担い、長距離列車はEdelaraudteeによって運行されていたが、2014年1月1日に両者は統合されて現在ではエストニア全土の鉄道輸送を担っている。
なお、ロシア方面への国際列車はGO Railによって運営されている。